# Ruisseau de Lahontan
Le ruisseau de Lahontan est une rivière française qui coule dans le Gers. C'est un affluent de la Loustère, sous-affluent de l'Auloue, donc un sous-affluent de la Garonne par la Baïse.

## Géographie
De 11,6 km de longueur, le ruisseau de Lahontan prend sa source dans les Gers commune de Saint-Lary sous le nom de ruisseau la Guzerde et  se jette dans la Loustère sur la commune de Castéra-Verduzan

### Départements et communes traversés
- Gers : Castillon-Massas, Saint-Lary, Lavardens, Jegun, Castéra-Verduzan.

## Principaux affluents
- La Coulègne : 5,3 km
- Ruisseau de Masca : 2,6 km